# Aloha Oe
Pour les articles homonymes, voir Aloha Oe (homonymie) et Aloha (homonymie).
Aloha Oe (titre original : Aloha Oe) est une nouvelle américaine de Jack London publiée à Londres en 1908.

## Historique
La nouvelle Aloha Oe est publiée initialement à Londres dans The Lady's Realm (en), en décembre 1908, avant d'être reprise dans le recueil The House of pride and other tales of Hawaii en mars 1912.

## Éditions

### Éditions en anglais
- Aloha Oe, dans The Lady's Realm (en), magazine, Londres, décembre 1908.
- Aloha Oe, dans le recueil The House of pride and other tales of Hawaii, un volume chez  The Macmillan Co, New York, mars 1912.

### Traductions en français
- Chanson d'Hawaï, traduit par Louis Postif, in Candide, périodique, 13 septembre 1934.
- Aloha Oe, traduit par Louis Postif, in Chun-Ah-Chun, recueil, Hachette, 1940.
- Aloha Oe, traduit par Louis Postif, revu et complété par Frédéric Klein, in Histoires des îles, recueil, Phébus, 2007.

## Sources
- (en) Jack London's Works by Date of Composition
- http://www.jack-london.fr/bibliographie